# Maríuhorn
Maríuhorn är en bergstopp i republiken Island. Den ligger i regionen Västfjordarna, 240 km norr om huvudstaden Reykjavík. Toppen på Maríuhorn är 350 meter över havet.
Trakten runt Maríuhorn är nära nog obefolkad, med mindre än två invånare per kvadratkilometer. Närmaste större samhälle är Hnífsdalur, omkring 20 kilometer sydväst om Maríuhorn. Trakten runt Maríuhorn är permanent täckt av is och snö.